# Bogdan Radivojević
Bogdan Radivojević (Belgrado, 2 de marzo de 1993) es un jugador de balonmano serbio que juega de extremo derecho en el Eurofarm Pelister. Es internacional con la selección de balonmano de Serbia.

## Palmarés

### Partizán
- Liga de Serbia de balonmano (2): 2011, 2012
- Copa de Serbia de balonmano (1): 2011
- Supercopa de Serbia (2): 2011, 2012

### Flensburg
- Liga de Campeones de la EHF (1): 2014
- Copa de Alemania de balonmano (1): 2015
- Supercopa de Alemania de balonmano (1): 2014

### Rhein-Neckar Löwen
- Supercopa de Alemania de balonmano (1): 2017
- Copa de Alemania de balonmano (1): 2018

### Pick Szeged
- Liga húngara de balonmano (2): 2021, 2022

### Eurofarm Pelister
- Liga de Macedonia del Norte de balonmano (1): 2024

## Clubes
- RK Partizan (2011-2013)
- SG Flensburg-Handewitt (2013-2017)
- Rhein-Neckar Löwen (2017-2019)[3]
- Pick Szeged (2019-2023)
- Eurofarm Pelister (2023- )